# Moschea di Abu Hanifa
La moschea di Abū Ḥanīfa o, meglio, moschea Abū Ḥanīfa (in arabo مسجد أبي حنيفة‎?, Masjid Abī Ḥanīfa), chiamata anche "dell'Imam al-aʿẓam", cioè del sommo Imam) è una delle più importanti moschee sunnite di Baghdad (Iraq).
Si trova nel distretto nord-orientale della capitale, che dall'epiteto del grande giurista prende il suo nome di al-Aʿẓamiyya (in arabo ألأعظمية‎?).

## Storia

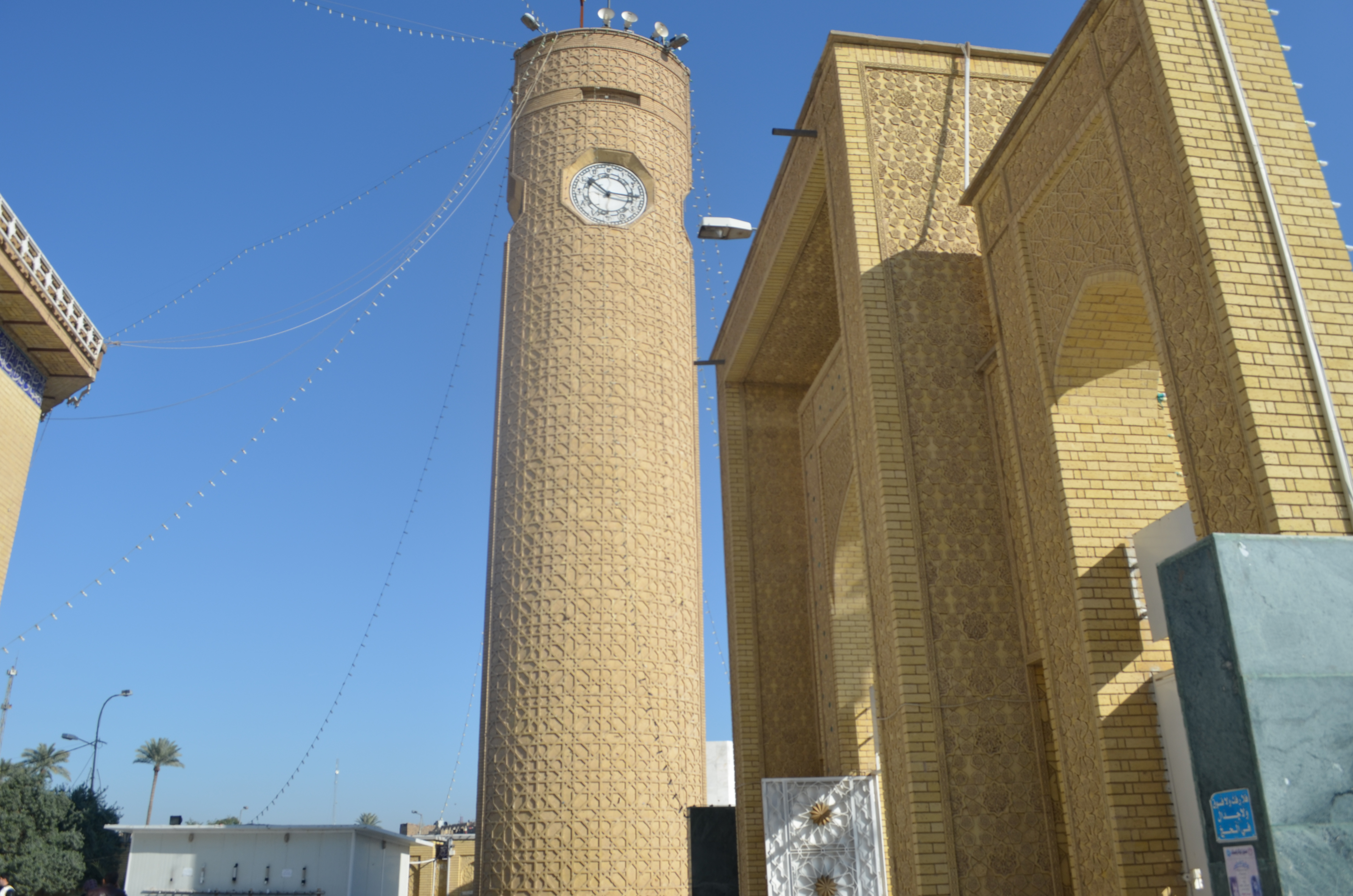
Torre dell'orologio

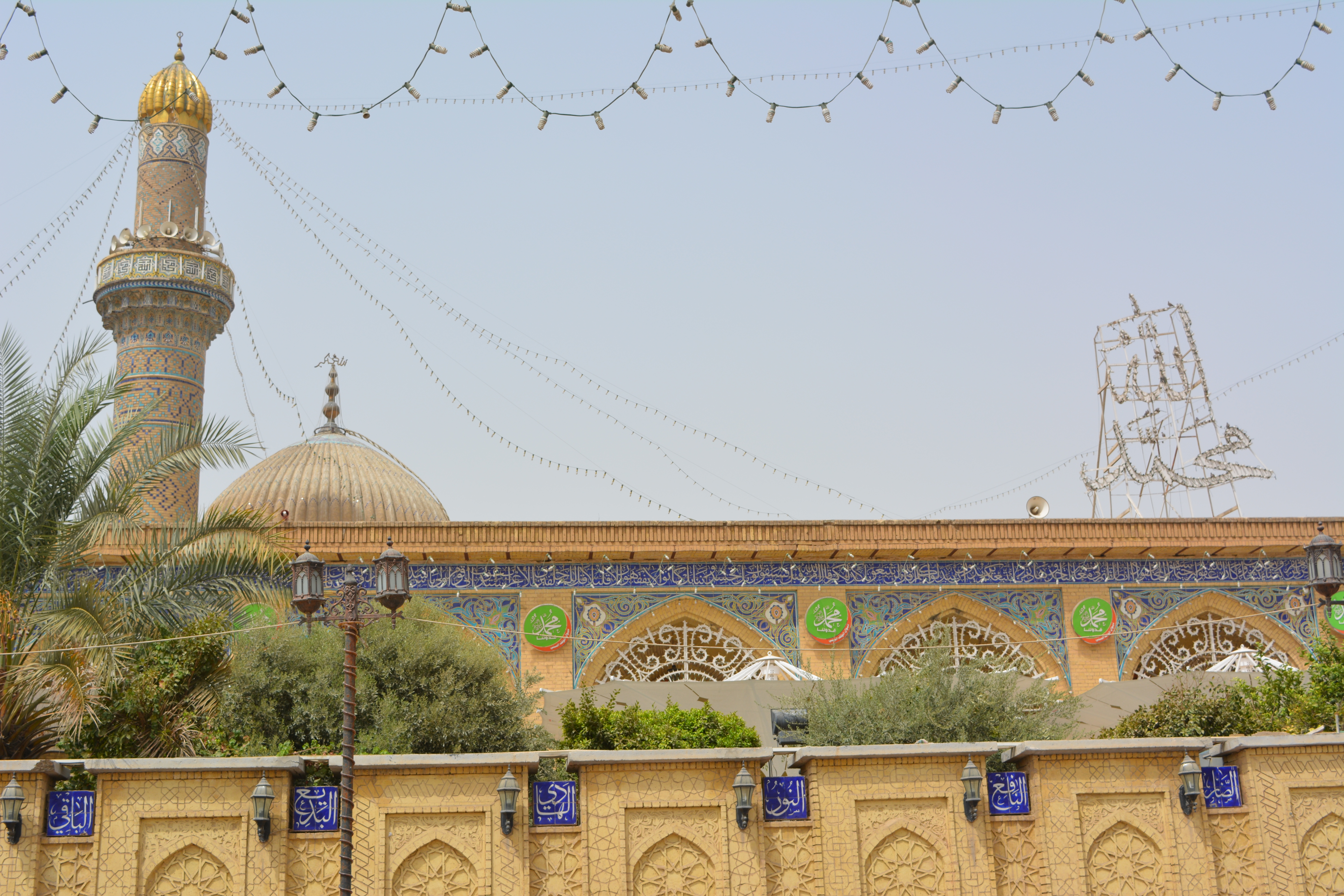
La moschea Abū Ḥanīfa (2015)

Essa fu edificata in età abbaside sul luogo di sepoltura di Abū Ḥanīfa, fondatore del madhhab hanafita di fiqh (giurisprudenza) e teologia.
Durante il governo buwayhide del califfato abbaside, fu costruita nel 985–986 una moschea di media grandezza nei pressi della tomba di Abū Ḥanīfa, per ordine di Samsam al-Dawla.
Dopo l'invasione di Baghdad da parte dei Safavidi nel 1508, la Moschea Abū Ḥanīfa e una madrasa annessa furono distrutte, a causa del contrasto settario tra sunniti e sciiti. Gli Ottomani invasero Baghdad nel 1534 e sostituirono il governo sciita safavide col sunnismo. Il sultano ottomano Solimano il Magnifico, dopo l'invasione dell'Iraq, visitò Najaf e Karbala. Poi si recò sul posto dell'antica moschea di Abū Ḥanīfa e ordinò di restaurarla, anche per l'orientamento giurisprudenziale hanafita, tipico della dinastia.
Furono tuttavia aggiunte nuove strutture, come un minareto, un'ampia aula, un ḥammām e numerose botteghe. Fu anche ricostruita la cupola, con grande dispiego di fondi. Fu altresì eretta una fortificazione a pianta quadrata vicino alla moschea e una Torre dell'orologio. La fortezza fu dotata di 150 soldati con equipaggiamento diversificato.

## La moschea oggi
Le truppe statunitensi d'invasione hanno danneggiato l'11 aprile 2003 la torre dell'orologio con un missile.